# 角一幸
角 一幸（すみ かずゆき、1948年9月28日 - ）は、日本の実業家。TKC代表取締役社長を経て、同社取締役会長。

## 人物・経歴
北海道帯広市出身。
北海道帯広三条高等学校を経て、1972年北海道大学理学部高分子科学科卒業、栃木県計算センター（現TKC）入社。
1990年取締役営業本部副本部長。
1997年常務取締役地方公共団体事業部副部長。
1998年常務取締役地方公共団体事業部長。
2001年専務取締役地方公共団体事業部長、TKC保安サービス代表取締役社長。
2006年取締役専務執行役員地方公共団体事業部長。
2008年代表取締役副社長執行役員地方公共団体事業部長。
2011年代表取締役社長執行役員会計事務所事業部長。
2012年スカイコム代表取締役会長。
2017年TKCカスタマーサポートサービス代表取締役社長。2019年取締役会長。
日本における2019年コロナウイルス感染症の流行状況を受け、2020年には地元宇都宮大学に、パソコンを所有していない学生のため、ノートパソコン75台を提供した。